# Karl Egon III. zu Fürstenberg

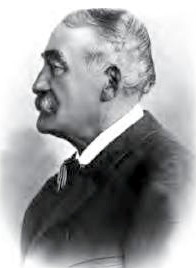
Fürst Karl Egon III. zu Fürstenberg

Karl Egon III. Fürst zu Fürstenberg (vollständiger Name: Karl Egon III. Leopold Maria Wilhelm Maximilian, * 4. März 1820 in Donaueschingen; † 15. März 1892 in Paris) war ein badischer, später preußischer Offizier, zuletzt General der Kavallerie sowie von 1854 bis 1892 Oberhaupt der schwäbischen Linie des Hauses Fürstenberg. Aufgrund seiner weitläufigen Ländereien war er Mitglied des Preußischen Herrenhauses, der ersten Kammer der Badischen Ständeversammlung und der ersten Kammer der württembergischen Landstände. 1864–1892 war er Präsident des Vereins der deutschen Standesherren.

## Leben
Karl Egon war der Sohn des Fürsten Karl Egon II. zu Fürstenberg, dem ersten Standesherrn im Großherzogtum Baden und seiner Frau Amalie, geborene Prinzessin von Baden (1795–1869). Von 1838 bis 1841 studierte er an der Universität Heidelberg und 1842 in Berlin Rechtswissenschaften, Nationalökonomie, Mathematik und Naturwissenschaften. Er unternahm auch ausgedehnte Reisen durch Norddeutschland und Skandinavien. Vor den Unruhen der Badischen Revolution von 1848/49 floh die Familie nach Schaffhausen und kehrte erst nach der Besetzung Badens durch preußische Truppen zurück. Nach dem Tod seines Vaters erbte er die schwäbischen Besitzungen der Fürstenberger und widmete sich der Sanierung der fürstlichen Unternehmungen.
Er baute die fürstliche Bibliothek weiter aus und initiierte die Sammlung von Urkunden aus der Geschichte der fürstenbergischen Gebiete im „Fürstenbergischen Urkundenbuch“.
In den von ihm initiierten und nach ihm benannten Karlsbau wurden 1868 die von seinem Vater stark vermehrte Naturaliensammlungen aus dem Schloss Hüfingen hier untergebracht und der Öffentlichkeit zugänglich gemacht. Er war ein begeisterter Freund und Förderer der Fürstlich Fürstenbergischen Sammlungen, insbesondere auch der Mineralien, für die er 1861 eigens 800 Pappschachteln ordern ließ. Gegenüber dem Karlsbau entstand das Gewehrkabinett mit einer Waffen- und Trophäensammlung. Heute befinden sich hier die (nicht öffentliche) restliche Mineraliensammlung in den einstigen Waffenvitrinen.
Karl Egon war seit 25. Oktober 1839 Rittmeister im Badischen Dragoner-Regiment „Großherzog“. Im weiteren Verlauf seiner Militärkarriere wurde er am 23. September 1862 Generalleutnant und als solcher fungierte er dann ab 9. September 1869 als Generaladjutant des Großherzogs Friedrich I. von Baden. In dieser Stellung trat Karl Egon am 21. November 1871 in die Preußische Armee über. Am 2. September 1873 erhielt er den Charakter als General der Kavallerie verliehen und beging am 25. Oktober 1889 sein 50-jähriges Dienstjubiläum.

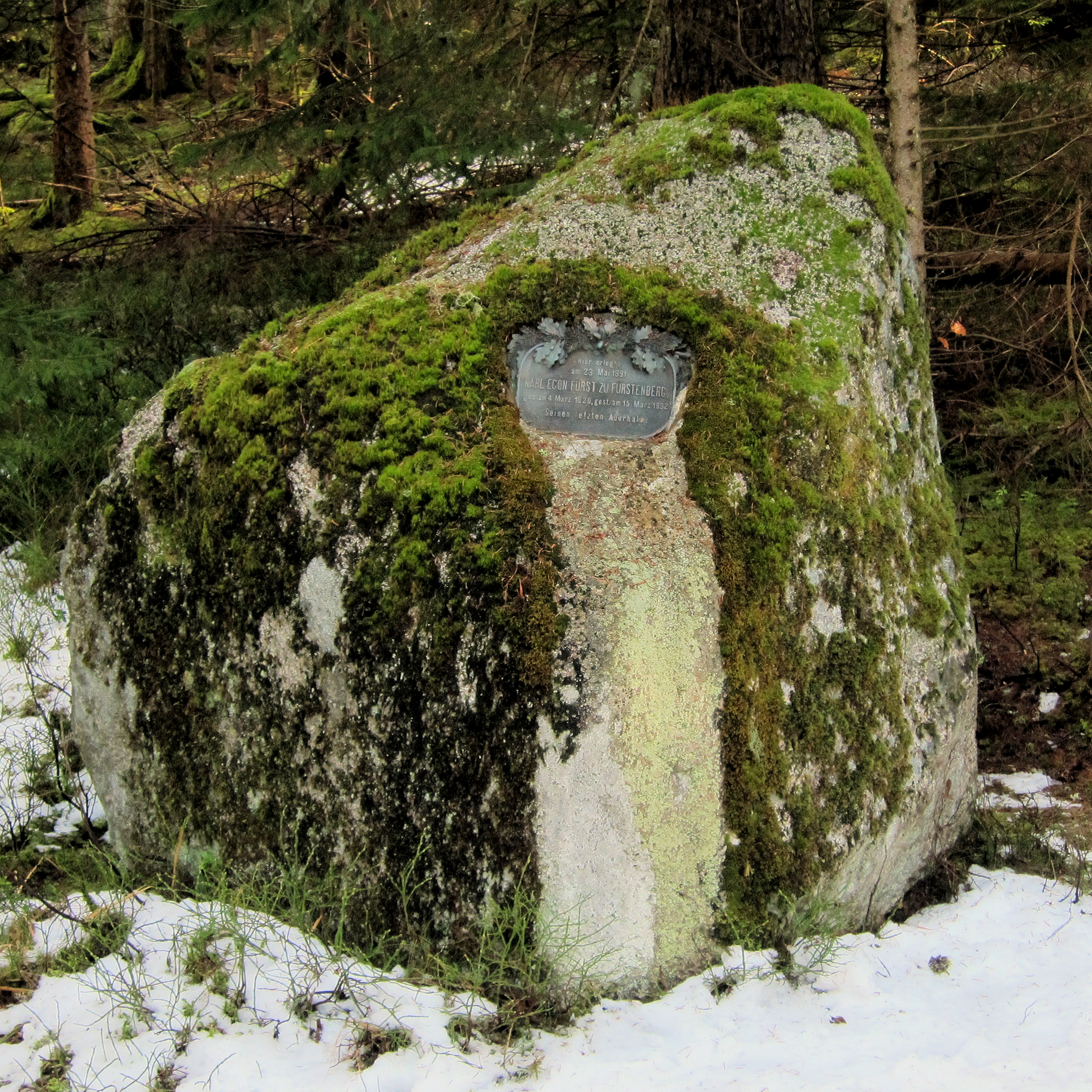
Der Hahnenstein bei Schluchsee

## Ehe und Nachkommen
Karl Egon heiratete am 4. November 1844 Prinzessin Elisabeth Henriette von Reuß ältere Linie (Tochter von Heinrich XIX.; * 23. März 1824 in Greiz; † 7. Mai 1861 in Berlin; bestattet 10. Juni 1861 in der Gruftkirche Maria-Hof der Fürsten zu Fürstenberg in Neudingen). Sie gebar drei Kinder, von denen ein Mädchen bereits wenige Stunden nach der Geburt verstarb. Dessen überlebende Geschwister waren Amalie (* 25. Mai 1848; † 8. März 1918) und Karl Egon IV. (1852–1896).